# Weng im Innkreis
Weng im Innkreis je obec v okrese Braunau v rakouské spolkové zemi Horní Rakousy.

## Geografie
Weng leží na západním okraji pahorkatiny Innviertel. Přibližně 8 % rozlohy obce tvoří lesy a 83 % zemědělská půda.